# Wassili Grigorjewitsch Solodownikow

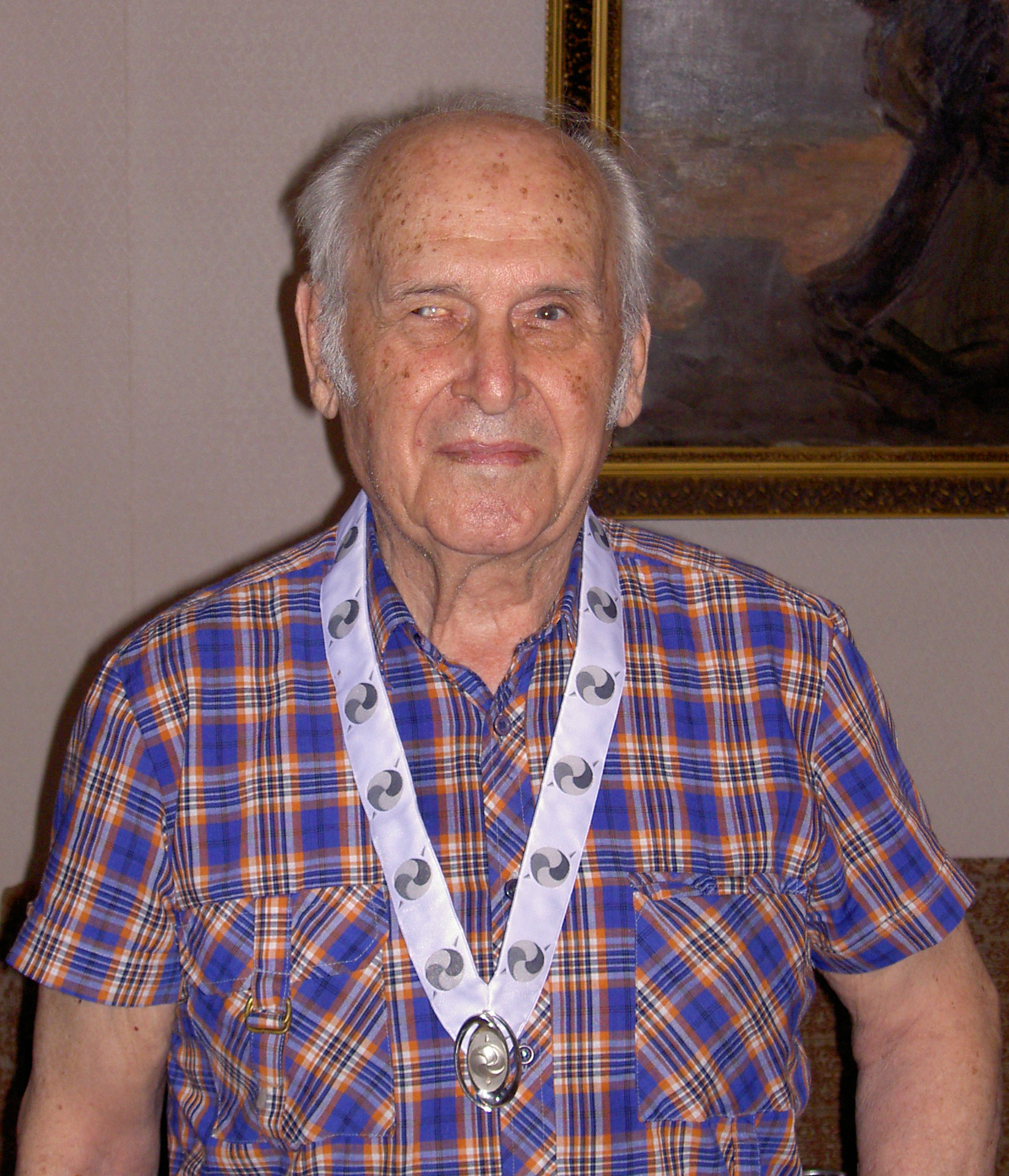
Wassili Grigorjewitsch Solodownikow (2009)

Wassili Grigorjewitsch Solodownikow (russisch Василий Григорьевич Солодовников, * 8. März 1918 in Tschernoretschje, Gouvernement Samara; † 30. September 2018  in Moskau) war ein sowjetischer Ökonom, Afrikawissenschaftler und Diplomat.

## Leben
Solodownikow studierte bis 1942 am Industrie-Institut in Samara (von 1935 bis 1990 Kuibyschew). Nach Ende des Zweiten Weltkrieges schloss er 1949 ein Studium an der Akademie für Außenhandel mit der Graduierung Kandidat der Wissenschaften ab. Nach Erlangung des russischen Doktorgrades (entspricht der Habilitation) im Jahr 1951 war er am Institut für Wirtschaftswissenschaften und ab 1956 am neu gegründeten Institut für Weltwirtschaft und internationale Beziehungen der Akademie der Wissenschaften der UdSSR (AdW der UdSSR) tätig.
Von 1961 bis 1964 war er Stellvertreter des Ständigen Vertreters der UdSSR bei den Vereinten Nationen.
Er war einer der Gründer des Afrika-Instituts der AdW der UdSSR, dessen Direktor er von 1964 bis 1976 war. Ab 1976 bis 1981 war er Botschafter der UdSSR in der Republik Sambia. Nach seiner Rückkehr aus Sambia war er bis 1983 Chefberater des Außenministeriums der UdSSR. In seinen Funktionen an der AdW der UdSSR und in seiner diplomatischen Tätigkeit prägte er maßgeblich die Afrika-Politik der Sowjetunion.
Von 1981 bis 1985 war er Vorsitzender der Russischen Palästina-Gesellschaft an der AdW der UdSSR.
1966 wurde er als korrespondierendes Mitglied in die AdW der UdSSR gewählt.
Die Karl-Marx-Universität Leipzig verlieh ihm 1974 die Ehrendoktorwürde. Außerdem war er Ehrendoktor der University of Lagos in Nigeria.
Solodownikow erhielt zahlreiche staatliche Auszeichnungen, darunter den Orden des Roten Banners der Arbeit.